# Palacio de Forcallo
El Palacio de Forcallo, también conocido como Palacio de Forcalló (en valenciano Palau de Forcalló)  es un palacio valenciano que se sitúa en frente del antiguo convento del Carmen y  fue construido en 1864 como residencia señorial que responde a un estilo academicista propio de la época. En el año 2000 fue restaurado para ser la sede del Consejo Valenciano de Cultura.

## Historia
El edificio fue encargado por el Salvador Rubert en 1864, situándose en la desaparecida calle de la Portería del Carmen. La obra fue proyectada y dirigida por Luis Pesseto. El solar ya estaba ocupado por un edificio anterior, el cual fue derribado para adaptarse al nuevo trazado de las calles.
El edificio cambió de propietarios varias veces. Uno de ellos fue un aristócrata procedente de Calzada de Calatrava, de apellido Forcallo, nombre con el que se pasó a conocer al palacio. Posteriormente, el edificio fue donado a la Orden Trinitaria. Fue adquirido más tarde por la Generalidad Valenciana, que lo dedicó a sede del Consell Valencià de Cultura.

## Descripción
Construido sobre una parcela de 779 metros cuadrados, de los que 499 corresponden al jardín, 20 al atzucat anexo y 261 están ocupados por el edificio propiamente dicho.
Cuenta con una estructura de dos alturas y una planta baja ordenada a la romana con un espacioso vestíbulo entre el portal que da a la calle y la puerta del jardín posterior.En el primer piso se encuentra el salón principal, decorado con pinturas neoclásicas y a espaldas de la casa destaca el jardín cerrado al estilo de los hortus conclusus de tradición clásica y mediterránea de inspiración árabe. Un estanque divide el conjunto en cuatro partes que se alimentan de acequias adosadas, pérgolas laterales y  parterres enmarcados por setos y árboles como moreras y naranjos, creando así un conjunto fresco propio de los jardines valencianos del entorno histórico en que fue construido.